# Fontana dei Tre Fiumi carniolani

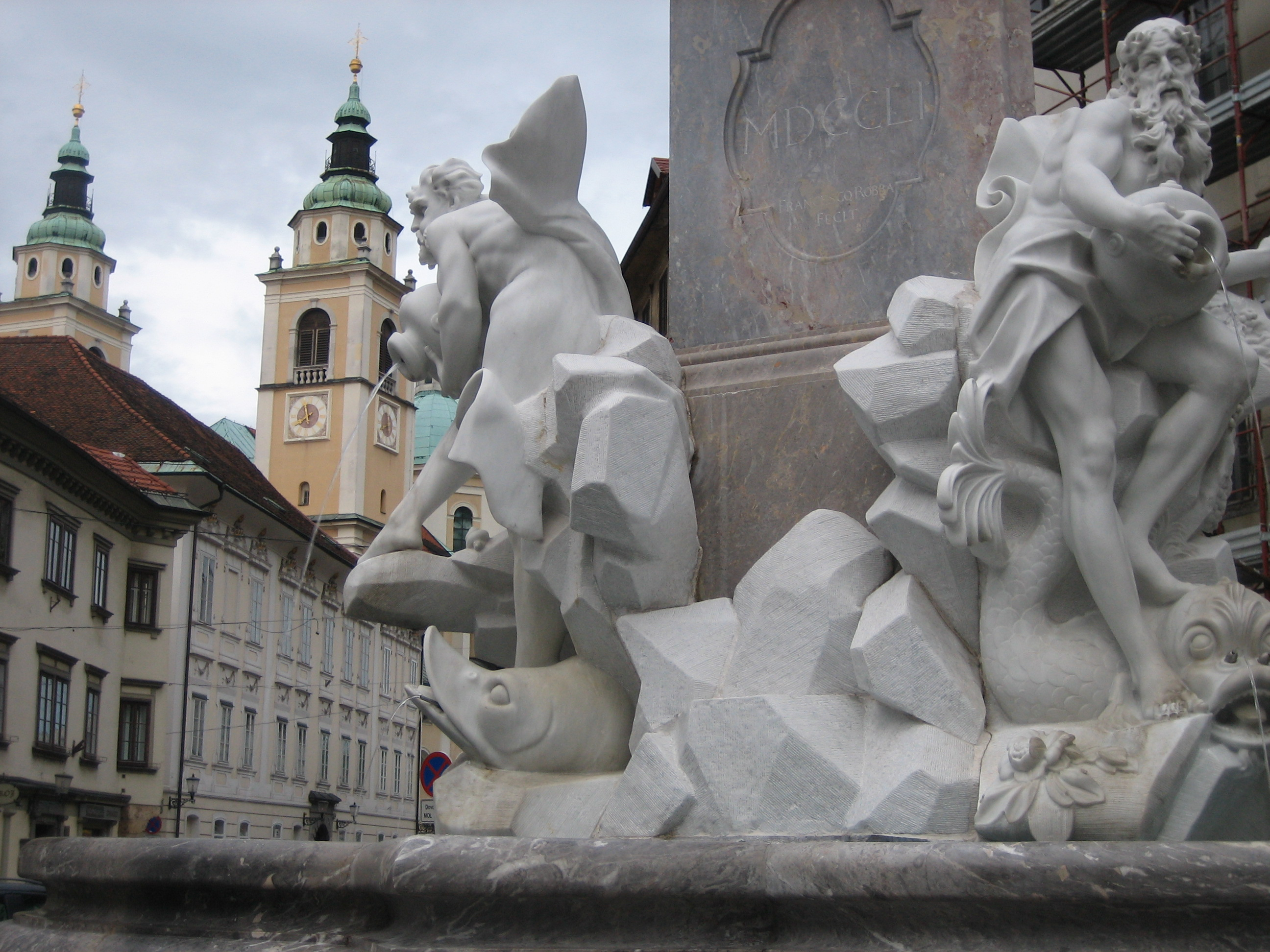
Dettaglio della fontana

La fontana dei Tre Fiumi carniolani (in sloveno vodnjak Treh kranjskih rek), conosciuta anche come fontana del Robba (Robbov vodnjak), è una fontana della città di Lubiana situata in piazza Civica, vicino al municipio della città. Fu realizzata nel 1751 ad opera dello scultore Francesco Robba ed è uno dei simboli della capitale slovena.

## Storia

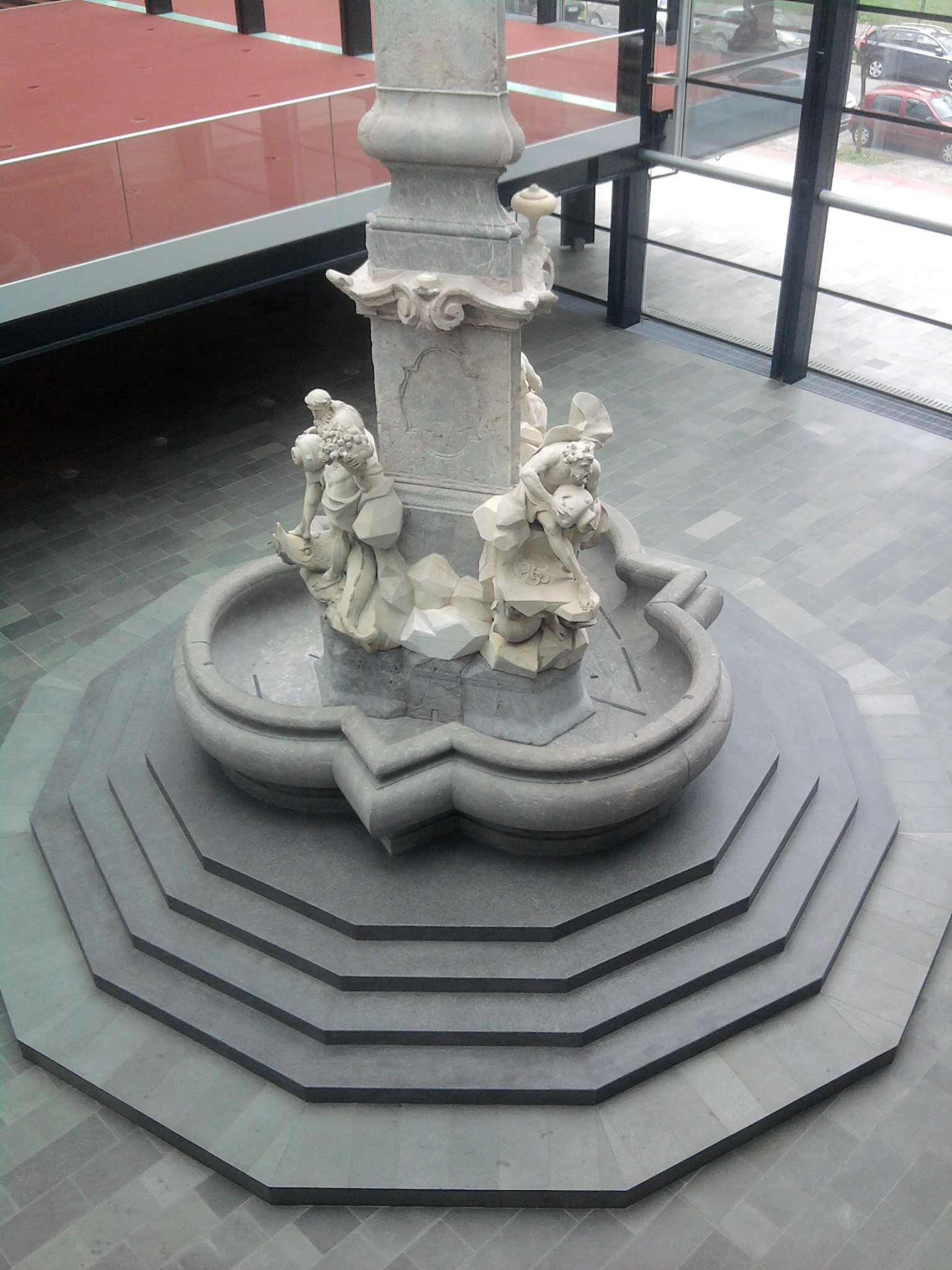
La fontana originale conservata nella galleria nazionale della Slovenia

La fontana venne commissionata al Robba nel 1743 ispirandosi alla fontana dei Quattro Fiumi del Bernini di piazza Navona, durante un suo viaggio nella città di Roma. Nel 2006 venne restaurata e trasferita alla galleria nazionale della Slovenia, nella piazza è presente una copia.
A seguito dell'indipendenza della Slovenia dalla Jugoslavia, essa fu rappresentata nella banconota da 5000 talleri e fu in circolazione dal 1993 fino al 2007, anno in cui la Slovenia ha adottato l'euro. Dal 2001 è protetta come monumento di importanza nazionale sloveno.

## Descrizione
La fontana è composta da tre figure maschili con in mano delle brocche che presumibilmente rappresentano i tre fiumi: Ljubljanica, Sava e Krka e successivamente le tre regioni della Carniola: l'Alta Carniola, la Bassa Carniola e la Carniola interna. Ai piedi della fontana vi sono dei gradini che rappresentano le montagne carniolane. Al centro dell'opera si trova un obelisco alto 10 metri. La scultura è realizzata in marmo di Carrara, l'obelisco con marmo locale (Lesno Brdo) e la vasca della piscina in pietra calcarea (Podpeč).